# 韩国的养老金政策
与其他民主国家相比，韩国近几年才推出了养老金计划，出台时间相对较短。韩国 65 岁及以上人口中有一半生活在相对贫困中，贫困率几乎是经济合作与发展组织 (Organisation for Economic Co-operation and Development，OECD) 成员国平均水平 13% 的近四倍。这使得老年贫困成为一个紧迫的社会问题。一般政府（中央、州和地方政府，包括社会保障基金）的公共社会支出仅为经合组织平均水平的一半，在经合组织成员国中占国内生产总值（GDP）的比例最低。
65 岁以上的韩国人可领取三种养老金收入：社会福利、公共养老金和私人养老金。
| 支柱     | 收入系统         |
| -------- | ---------------- |
| 第三支柱 | 个人退休储蓄     |
| 第二支柱 | 公司养老金       |
| 第一支柱 | 国民养老金计划   |
| 零支柱   | 基本养老金       |
| 零支柱   | 基本民生保障计划 |

## 历史

韩国老年人贫困率是经合组织国家中最高的。

### 1990年–2007年
韩国于1977年引入国民健康保险。到1989年，韩国已实现全民健康保险覆盖。此外，其他社会保险项目包括工业事故赔偿保险（Industrial Accident Compensation Insurance ，IACI）（韩国第一个社会保险项目，于1964年推出）和失业保险（Employment Insurance，EI）（于1995年推出）。

2011年韩国贫困率（65岁以上）

韩国最近的趋势是增加福利支出。 1990年至2007年，韩国政府福利支出的实际年增长率为11%，是OECD地区增长最快的国家。1990年至2001年间，社会支出从4.25%上升至8.7%，1998年达到峰值10.9%。

### 2007年至今
2007年，韩国的福利支出占韩国总GDP的7.6%，而经合组织的GDP平均水平为19%。同年，韩国的老年人福利占国内生产总值的1.6%（是经合组织平均水平的四分之一）。
韩国的主要社会福利计划是基本生计保障计划（Basic Livelihood Security Programme，BLSP），覆盖了全国3%的人口（约占韩国15%相对贫困人口的五分之一）。另一项计划是2001年推出的国家基本生计保障制度（National Basic Livelihood Security System，NBLSS）。 
2011年，韩国家庭福利占GDP的0.5%，而经合组织的平均水平为2.2%，韩国的家庭福利水平是经合组织中最低的。
韩国的养老金由1988年推出的国家养老金管理局（National Pension Service，NPS）管理。据报道，2002年，60岁以上的韩国人中只有6.5%靠公共养老金生活。只有约五分之一的老年人口领取养老金，这是导致韩国近一半老年人生活相对贫困的一个主要因素。这一比例在经合组织国家中是最高的。
以现金支付形式提供的政府福利支出中，只有四分之一用于最贫困的 20% 人口，这种情况加剧了社会不平等。在经合组织国家中，韩国的税收和福利制度在减少不平等方面的效果最差。

## 社会福利

### 基本民生保障计划
基本生计保障计划（BSLP）是韩国的一项福利制度，目的是为生活在绝对贫困中的公民提供现金支付和其他福利，例如住房和教育。该计划于1999年根据韩国《国家基本生活保障法》设立。当收入低于最低生活费用时，就会出现绝对贫困。据报道，2011年约有140万人从基本生计保障计划（BSLP）中领取福利，其中38万人是老年人。这仅占韩国65岁以上人口的6.3%。
由于该计划援助标准非常严格导致许多申请人不符合条件。因此，BSLP并没有为老年人提供全面的保障。要获得资格，受助者必须证明他们无法从家庭成员那里获得可能的援助，并且必须将其资产纳入经济状况调查和收入标准。2003年，资格标准有所放宽，2008年，该计划扩大到包括老年人长期护理保险。

### 基本养老金
韩国于2008年推出了基本养老金。根据保健、福利和家庭事务部称，基本养老金“旨在通过向有需要的老年人提供每月养老金来提高老年人的福利”。养老金旨在让缴纳国民养老金计划的工人受益。
到2012年，养老金仅能支付最低生活费用的16%，惠及67%的韩国65岁以上人口。2014 年，该计划扩大到为收入最低 70% 的 65 岁以上人口提供每月约179美元（20万韩元）的补贴。2014年，约有490万人从该计划中受益。
韩国的养老金计划为60岁或60岁以上的个人提供终身保障，条件是他们必须事先满足向国家养老金计划缴费 20 年的最低要求。缴费不少于10年且年满60岁的人有资格享受“减免养老金”计划。
此外，还有一项“积极养老金”计划，涵盖60至65岁从事有收入活动的个人。年龄在55岁至60岁之间、不从事赚取收入活动的人有资格享受“提前养老金”计划。大约60%的65岁及以上韩国人有权领取相当于其过去平均收入5%的福利（补助金），平均领取金额为9万韩元。
基本养老金计划涵盖65岁及以上且收入低于总统令规定金额的个人。2010 年，单身人士的上限为70万韩元，夫妇的上限为 1,120,000 韩元，分别相当于600美元和960美元左右。

### 国家基本生活保障
国家基本生活保障（National Basic Livelihood Security，NBLS）是一项政府支持的制度，为收入低于国家贫困线、没有家庭赡养的老年人提供有保障的收入。韩国政府于2000年实施该政策，以应对1997年韩国金融危机导致的失业率和贫困率上升。韩国政府仍然注重经济快速发展，对社会福利计划重视不够，导致安全网薄弱。此外，适用于原养老金计划的国家贫困线在国家基本生活保障体系下进行了修订。 2000年，单人家庭的最低生活费用为324,011韩元，到2005年增加到401,466韩元。尽管修订了贫困线，但由于资格要求的原因，只有15%的65岁及以上老年人领取了国民基本生活保障福利金。

## 公共养老金

### 国民养老金计划
国民养老金计划是韩国于 1988 年制定的公共养老金计划。它是韩国社会保障计划的一部分，并于1986年通过《国民养老金法》建立。要获得领取养老金的资格，必须至少年满 62 岁，并缴纳至少 10 年的保险费。56岁即可领取减额提前领取养老金。到2033年，正常领取养老金的年龄将提高至65岁，减额提前领取养老金的年龄将提高至60岁。国民养老金计划的建立具有很强的再分配要素，法律规定必须参加该计划。截至2013年，只有29%的老年人从国民养老金公团领取养老金。国民养老金计划当前的问题之一是，并非所有退休人员都能够从养老金中领取福利，因为他们不符合十年缴款的要求。
韩国养老金制度的建立是为了向步入老年的人、因主要养家糊口的人去世而受到影响的家庭和个人提供福利，同时也是为了稳定国家的福利状况。韩国的养老金制度结构主要以税收为基础，与收入相关。2007年，韩国参保人数为1836.7万人，其中被免除强制缴费的人数仅有约51.1万。
目前的养老金制度分为四种，通过国民、军人、政府和私立学校教师养老金计划向参保者发放福利。国民养老金计划是主要福利制度，为大多数人提供津贴。国家养老金计划的资格不取决于收入，而取决于年龄和居住地，涵盖18岁至59岁之间的人。任何未满 18 岁的人要么是受保人的受抚养人，要么属于适用备用条款的特殊豁免范围。国民养老金制度规定了四类参保人：1. 基于工作场所的受保人；2. 个人受保人；3. 自愿受保人； 4. 自愿且持续投保的人。
年龄在18岁至59岁的雇员属于工作场所养老金计划的覆盖范围，每月缴纳其总收入的 4.5%。国家养老金计划的覆盖范围包括在雇用 5 人或 5 人以上的公司工作的雇员、渔民、农民以及农村和城市地区的个体户。雇主也在工作场所养老金计划的覆盖范围内，并通过提供剩余的 4.5%来帮助满足其雇员 9% 的强制性缴款。
个人参保的养老金计划涵盖18至59岁无工作的任何人、60岁或以上者以及《国民养老金法》第6条排除的人员。个人参保养老金计划的参保人员必须自行缴纳全部9%的缴费。
自愿投保者不受强制保险的约束，但可以选择接受强制保险。这类人员包括自愿选择领取额外福利的退休人员；27岁以下无收入的个人；其配偶被纳入公共福利体系的个人，无论是军队、政府还是私立学校教师养老金计划。与个人投保人的情况一样，自愿投保人有责任缴纳全额保费。
自愿连续投保者是指年满60岁、希望确保自己完成20年最低参保期限以获得养老金福利资格的个人。除了以工作单位为基础的投保人之外，所有其他投保人都由个人全额承担其9%的缴费。 韩国与其他一些国家签订了养老金可转移协议，允许韩国养老金领取者在通常居住在其他地方的同时居住并领取养老金。自2022年3月1日起，新西兰被列入该名单。

## 私人养老金

### 退休金
韩国于1953年推出了自愿退休津贴计划。退休津贴以一次性支付的形式给工作一年以上的雇员，金额相当于一个月的基本工资。由于韩国的就业年限较低，许多工人在退休前就领取了退休津贴。该津贴的目的是在没有失业保险的情况下提供服务，但不能为雇员提供足够的福利和保障来满足他们的退休需求。
2005年，为了提供津贴制度未涵盖的福利和保障，政府推出了退休养老金，它也被称为企业养老金。除了传统的自愿个人养老金储蓄账户外，企业养老金制度还提供两种形式的福利：固定福利计划和固定缴费计划。这两个新计划的支付方式要么作为退休时的一次性付款，要么作为年金。
2009年，私人养老金支出占GDP的比例为7.9%，达10.3万亿韩元。 截至2009年底，已有172.3万名职工参加了该计划。到2011年，已有270万人（即正式工人的30%）被纳入并受到保护。 2016年，随着福利覆盖面扩大，参保人数达到了540万人，占劳动年龄人口（15岁至64岁）总数的15%。
然而，人口老龄化给政府带来了预算限制。预期寿命的延长，加上低生育率，将使韩国的老年抚养比率增加，“从2010年的15%增加到2050年的71%”。 与此同时，韩国正在努力将其养老金制度私有化，其他西方发达国家也已采取了类似措施。韩国在2008年推出基本养老保险后，将公共养老金替代率降低至50%。计划到2028年进一步减少至40%。
2007年的国民养老金改革并没有保证长期的财务偿付能力，反而加剧了扩大覆盖范围的需要。这项改革引发了社会组织的强烈抗议。再加上2008年之后社会环境黯淡，这导致韩国大力推动免费福利。这种情况在2012年朴槿惠的总统选举中显而易见。但预算限制迫使朴槿惠政府缩减了在不增加税收的情况下增加支出的承诺。为了填补预算限制和增加对65岁以上人群的社会支持之间的差距，政府需要扩大和加强企业养老金覆盖面，将其作为收入保障体系的第二支柱。 2007年的数据显示，韩国的公共养老金总替代率刚刚超过40%，私人养老金资产不到GDP的5%，这表明韩国的养老金制度还有很大的改善空间。截至2016年，参加退休金制度的人中以年金形式领取养老金的比例不足2%。

## 目前的人口老龄化状况
20世纪70年代和80年代，韩国政府注重经济的快速发展，因此社会福利并不是首要任务。政治家们依赖于家庭照顾和赡养年长亲属的儒家社会规范。2000年，韩国65岁以上人口比例达到7%，开始进入老龄化社会。韩国国家统计局估计，到 2025 年，韩国社会将达到“超老龄化”状态。根据韩国政府的 2016 年《老龄化社会与人口计划》估计，减缓出生率和劳动人口下降的行动成本约为34万亿韩元。

## 趋势
韩国有推迟结婚的趋势，这种趋势导致了韩国的出生率下降。出现这种情况的原因在一定程度上与 25 至 29 岁之间失业率上升有关。高教育水平创造了竞争非常激烈的劳动力市场环境。拥有学士及以上学历的年轻人数量从2003年的30%上升到2016年的41%以上。据韩国政府统计数据显示，2014年年中，15-29岁年龄段的年轻人拥有学士及以上学位的比例最高，失业率为 9.5%，而就业率不超过 41%。就业市场并未预料到高等教育的扩张，因为在过去 30 年中，韩国青年就业率一直保持在 60% 左右。年轻人就业被认为是结婚的先决条件，以确保经济安全。

## 另参阅
- 韩国保健福祉部